# Maria do Carmo Lara
Maria do Carmo Lara Perpétuo (Esmeraldas, 18 de agosto de 1954) é uma professora, psicóloga e política brasileira com atuação no estado de Minas Gerais.

## Dados biográficos
Filha de Gervásio Luiz Lara e Maria da Conceição Aparecida Lara. Em 1972 tornou-se professora da rede estadual de ensino em Minas Gerais e anos depois fundou o Sindicato Único dos Trabalhadores em Educação de Minas Gerais, integrando sua diretoria. Formada em Psicologia na Pontifícia Universidade Católica de Minas Gerais em 1981, filiou-se ao PT dois anos depois e fundou o Centro de Defesa dos Direitos Humanos em Betim, cidade onde se elegeu prefeita em 1992.
Eleita deputada federal em 1998, 2002 e 2006, foi derrotada ao disputar a prefeitura de Betim em 2004, mas venceu a eleição em 2008, fato que a fez renunciar ao mandato parlamentar. Não se reelegeu prefeita em 2012 e em 2014 ficou na suplência ao tentar um novo mandato de deputada federal.